# Juan II (obispo de Jerusalén)
Juan II (nacido en el año 356 – fallecido el 10 de enero del año 417) fue arzobispo de Jerusalén entre los años 387 y 417 d. C. Juan asumió el trono episcopal de Jerusalén a la muerte de Cirilo en el año 386 (o quizás a comienzos del 387). De acuerdo con varios historiadores modernos, fue el autor de las cinco Mystagogical Catecheses atribuidas tradicionalmente a su predecesor Cirilo. Es venerado como santo por la Iglesia Ortodoxa Oriental el 30 de marzo y por la Iglesia católica romana el 10 de enero.

## Vida
Durante su pontificado, la autoridad de Juan fue severamente cuestionada en dos ocasiones por San Jerónimo, por entonces abad en Belén.
La primera amonestación de Jerónimo tuvo lugar con motivo de la primera polémica con los seguidores de Orígenes, tal y como se cuenta en el tratado de Jerónimo dedicado a San Pammachio: Contra Ioannes Hierosolymitanum (Contra Juan de Jerusalén), así como en varias de sus cartas (51, 82 y 86). Jerónimo acusó a Juan de apoyar las ideas de Orígenes.
Las doctrinas origenistas de las que se acusaba a Juan eran: (1) que la figura del Hijo de Dios no ve al Padre; (2) que las almas están confinadas en cuerpos terrenales, como si estuvieran en una prisión; (3) que el diablo puede ser salvado; (4) que las pieles con las que Dios cubrió a Adán y Eva fueron los cuerpos humanos; (5) que el cuerpo tras Resurrección de los muertos carecerá de sexo; (6) que las descripciones del Paraíso son alegóricas: los árboles son ángeles y los ríos virtudes celestiales; (7) que las aguas por encima y por debajo del firmamento son ángeles y demonios; (8) que la imagen de Dios se perdió con la caída del hombre. Juan ignoró las acusaciones de seguir la herejía origenista y reafirmó su fe en la Trinidad: sin embargo, según ciertos autores, es probable que Juan creyeran en algunos elementos origenistas.
La causa de esta crisis se produjo durante la visita de Epifanio, Obispo de Salamis en Chipre a Jerusalén en el año 394. Epifanio predicó en la Iglesia de la Resurrección y pronunció un sermón contra el origenismo, que se consideró que iba dirigido directamente contra Juan. Después de muchos desencuentros, Epifanio aconsejó a Jerónimo y a sus seguidores que se separaban del Obispo Juan. Actuando al margen de la autoridad del obispo de Jerusalén, Epifanio ordenó sacerdote a Pauliniano (hermano de Jerónimo). Epifanio trató de defender su irregularidad, pero Juan apeló al Patriarca de Alejandría en busca de apoyo para condenar a Jerónimo y sus seguidores como cismáticos. El Obispo Teófilo de Alejandría se mostró partidario de Juan, pero la disputa se prolongó durante cuatro años y tras algunos intentos de reconciliación y la exhibición de gran pesar, Jerónimo y sus seguidores fueron prácticamente excomulgados, pero finalmente la disputa fue detenida, quizás por Teófilo de Alejandría.
La disputa entre Juan y Jerónimo se renovó después de que Jerónimo criticara con dureza la recepción que había recibido Juan por parte de cuatrocientos monjes origenistas en Nitria, enviados a los desiertos egipcios por el Obispo Teófilo de Alejandría (cincuenta de estos monjes viajaron a Constantinopla, donde fueron cordialmente recibidos por el Patriarca y Obispo Juan Crisóstomo en el año 401). Juan de Jerusalén apoyó a Juan Crisóstomo en su destierro a partir de 404.
El segundo gran ataque de Jerónimo contra Juan de Jerusalén tuvo lugar en el año 414, y estaba motivado por la doctrina de Pelagio. Jerónimo, apoyado por Paulo Orosio, un discípulo latino de Agustín de Hipona, criticó duramente al diácono Pelagio, que ese año había visitado Jerusalén y había sido recibido por Juan. Pelagio fue condenado, aunque no de forma explícita por el sínodo local de Diospolis en el año 415. Aparte de la crítica de Jerónimo, existe una carta del Papa Inocencio I de Roma que censura a Juan por haber permitido que los pelagianistas causaran disturbios en Belén y le ordena que sea más cuidadoso con su diócesis en el futuro: esta carta  está fechada en torno al año 417, en que murieron tanto Juan como Inocencio y es probable que el Obispo de Jerusalén nunca llegara a recibirla. Aunque existen fuentes diversas, parece que Juan de Jerusalén también fue acusado de arrianismo, aunque la acusación parece un poco simplista y fuera de lugar y es probable que actualmente carezcamos de la información necesaria para comprender la situación episcopal en Jerusalén a comienzos del siglo V.
En el año 415, dos años antes de su muerte, Juan probablemente participó de forma directa en el descubrimiento de las reliquias de San Esteban. A su muerte fue sucedido por el Obispo Praulio.

## Obras
De acuerdo con Gennadio de Massilia, un autor eclesiástico del siglo V Juan II de Jerusalén escribió un libro contra los que abandonan sus estudios, en el que aprecia el genio de Orígenes aunque no comparte su credo..
A su muerte Juan II de Jerusalén recibió Damnatio memoriae por lo que en general sus obras no se conservan bajo su autoría, pero aparte de Mystagogical Catecheses es muy probable que varias homilías en griego, georgiano o armenio también sean obras suyas, como ocurrió a mediados del siglo XX con las homilías de El Festín de los Ángeles y las de la Dedicación de la Iglesia del Santo Sion
La edición de un lectionario litúrgico de Jerusalén, preservada en una versión en antiguo armenio, también se atribuye a su autoría.

### Dedicación de la Iglesia del Santo Sion
De acuerdo con M. van Esbrœck, Juan II de Jerusalén mostró gran habilidad e inteligencia al comprender y aceptar a la minoría cristiana de tradición judía en Jerusalén. Uno de los actos que ratificaron la reconciliación de las comunidades cristianas griegas y judías fue la Consagración de la Iglesia del Santo Sion (situada en el lugar donde según la tradición se encontraba el Cenáculo de la Última Cena). en el año 394. La homilía pronunciada por el Obispo Juan se conservó en un texto armenio y no fue publicada hasta el año 1973.
El nuevo edificio en el monte Sion posiblemente sustituyó a una sinagoga judía. El día de la consagración, el 15 de septiembre del año 394, que muy posiblemente se correspondía con el 10 de Tishrei, el día tradicional de la fiesta judía de Yom Kippur, y la idea central de la homilía de Juan está vinculada a la celebración de Kippur, en la bendición del altar de la iglesia, simbolizado por el Kaporet (Asiento Sagrado).
En la primera parte de esta homilía mística y alegórica, la purificación de los labios (Libro de Isaías 6,7) está asociada con la purificación de Kippur para legitimar la descripción del descenso del Espíritu Santo sobre el edificio de la nueva iglesia, símbolo de toda la Iglesia. En la segunda parte, Juan propone una tipología de experiencia mística describiendo siete círculos celestiales accesibles solo a través de la mediación del Kaporet. En el octavo círculo se produce la venida del Espíritu Santo como semilla en el alma, cuando el Espíritu entra en la habitación más elevada (Hechos de los Apóstoles 1, 13). Esta homilía incluye más de trescientas alusiones bíblicas (incluyendo también el apócrifo de Esdras) y está influido por textos como la Ascensión de Isaías. En la homilía Juan también se dirige en cuatro ocasiones al monje Porfirio de Gaza, que es probable que estuviera presente en la ceremonia.
| Predecesor: Cirilo | Arzobispo de Jerusalén 387 – 417 | Sucesor: Praulio |